# Libertad 1ra. Sección
Libertad 1ra. Sección är en ort i Mexiko.   Den ligger i kommunen Juárez och delstaten Chiapas, i den sydöstra delen av landet, 700 km öster om huvudstaden Mexico City. Libertad 1ra. Sección ligger 53 meter över havet och antalet invånare är 189.
Terrängen runt Libertad 1ra. Sección är platt. Runt Libertad 1ra. Sección är det ganska glesbefolkat, med 43 invånare per kvadratkilometer. Närmaste större samhälle är Pueblo Juárez, 13,8 km öster om Libertad 1ra. Sección. Trakten runt Libertad 1ra. Sección består till största delen av jordbruksmark.